# Octávio da Silveira
Octávio da Silveira (Julio de Castilhos, 24 de julho de 1895 - Curitiba, 11 de dezembro de 1966) foi um médico e político brasileiro, considerado o pioneiro da neurologia no estado do Paraná.

## Biografia
Nascido no Rio Grande do Sul, formou-se em Medicina na UFRS em 1917, aos 21 anos de idade, com a tese "Da melancolia pré-senil". Mudando-se para a capital paranaense, ali passa a lecionar Neuriatria - disciplina que mais tarde, em 1924, separou-se nas cátedras de Neurologia e Psiquiatria; respondeu pela primeira até sua aposentadoria, no ano de sua morte.
A Universidade do Paraná foi fundada em 1912, mesmo ano em que a neurologia tinha início no país. O curso de Medicina daquela unidade de ensino foi criado em 1914, e o curso de neurologia em 1924, quando coube a Octávio da Silveira seu ministério, que ocupou até a aposentadoria honrosa. Ali também substituiu, por seus conhecimentos variados, professores de diversas disciplinas - tais como introdução à medicina clínica, química medicinal, patologia médica, zoologia geral, etc.
Em 1930 engajou-se ao lado do levante político iniciado no Rio Grande, ao lado de Getúlio Vargas, alistando-se como capitão-médico no deslocamento das tropas daquele estado para a então capital do país, Rio de Janeiro, na deposição do presidente Washington Luiz.
No ano seguinte foi um dos fundadores do sindicato dos médicos do Paraná, elaborando seus estatutos. Em 1932 é nomeado Secretário estadual de Saúde, na gestão de Manuel Ribas. Filiado ao Partido Social Democrático, elege-se deputado federal em 1935, quando integra a Aliança Nacional Libertadora - o que lhe rendeu a prisão e perda do mandato, com a instalação do Estado Novo.
Junto a outros médicos fundou, em 1945, o Hospital Nossa Senhora da Glória, especializado no tratamento de doenças nervosas.